# Juan Carlos Cacho
Juan Carlos Cacho Gutiérrez (Città del Messico, 3 maggio 1982) è un allenatore di calcio ed ex calciatore messicano, di ruolo attaccante, tecnico del Pachuca femminile.

## Caratteristiche tecniche
Attaccante dotato di buon senso del goal, può giocare da seconda punta o da attaccante unico. È considerato un buon rigorista.

## Carriera

### Club

#### Cruz Azul
Dopo aver tirato i primi calci nel suo quartiere, a 9 anni supera un provino per il Cruz Azul ed entra nelle giovanili della Máquina. Percorre tutte le tappe della crescita nel club celeste, fino a che il 14 febbraio 2001 viene fatto debuttare in campionato dal tecnico José Luis Trejo nella partita persa 2-3 contro il Puebla, sostituendo al 70º Pablo Galdamés, in quella che resterà la sua unica presenza nel corso del torneo.
Alla sua seconda apparizione in campionato, subentrando il 17 novembre 2001 nuovamente a Pablo Galdamés al 67º minuto della partita contro il Toluca, trova il suo primo goal tra i professionisti, segnando di testa l'unico goal della sua squadra (la partita terminerà 2-1). In quel torneo scende in campo da subentrato altre 3 volte, contro il Monterrey all'ultima giornata e nelle due semifinali della Liguilla contro i Tigres.
Nel torneo di Apertura 2002, aggregato stabilmente alla prima squadra, parte come riserva dei più esperti Abreu e Palencia, riuscendo comunque a siglare un goal decisivo nella vittoria per 3-2 contro il Pachuca. Tuttavia, sfruttando la squalifica di Abreu rimediata nel match contro il Morelia, alla 10ª giornata parte da titolare contro i Pumas e mette a segno un altro goal, andando in rete consecutivamente anche nelle successive due partite contro Veracruz e Monterrey, guadagnandosi così la maglia da titolare. A questi goal aggiunge quelli contro Atlas e Puebla, decisivo per la vittoria. Titolare fisso anche nel torneo di Clausura, realizza la sua prima doppietta (su calcio di rigore) alla decima giornata nella partita vinta 2-0 contro i Pumas, ripetendo l'impresa anche contro Puebla e Chivas. La squadra non riesce tuttavia a qualificarsi alla fase finale del torneo.
La stagione successiva perde il posto da titolare a seguito degli ingaggi di César Delgado e Marcelo Delgado, riuscendo a giocare con una certa continuità solo verso la fine del torneo di Apertura 2003, dove realizza anche un'altra doppietta, stavolta contro l'Estudiantes. A fine torneo sono 5 i goal realizzati in 17 presenze, di cui però solo 8 dal primo minuto. Dopo un altro torneo vissuto da comprimario, stavolta con soli 4 match giocati da titolare e con nessun goal all'attivo, dà l'addio al Cruz Azul e viene ingaggiato dal Pachuca per una cifra attorno ai due milioni di euro.

#### Pachuca
Anche nella sua nuova squadra Cacho non trova subito il posto da titolare, venendogli generalmente preferito l'uruguaiano Hernán López, ma riesce comunque a giocare tutte le partite dell'Apertura 2004 meno quella contro i Jaguares, sebbene solo in 4 occasioni scenda in campo dal primo minuto. A fine campionato colleziona 5 goal, di cui una doppietta decisiva alla sua ex squadra il 3 ottobre, nella vittoria casalinga per 3-1. Con la dipartita di López, nel Clausura 2005 viene schierato dall'inizio più spesso, anche se a fine campionato le presenze totali sono solo 10, corredate da 2 goal. Riceve anche la sua prima ammonizione della carriera nella partita contro il Cruz Azul.
Tuttavia, a partire dalla stagione successiva, il rendimento della squadra cresce nettamente: raggiunge le semifinali del torneo di Apertura 2005 (in cui Cacho mantiene la maglia da titolare, terminando il torneo con 18 presenze e 5 goal) e arriva addirittura a vincere il titolo nel Clausura 2006 (torneo in cui curiosamente Cacho, pur giocando quasi tutte le partite, scende in campo dall'inizio solo nel pareggio interno contro i Tigres il 15 marzo 2006), aggiudicandosi il diritto di partecipare l'anno successivo alla Champions’ Cup ed alla Coppa Sudamericana.
Il suo esordio in una competizione internazionale avviene il 26 settembre 2006, negli ottavi di finale della Coppa Sudamericana contro il Tolima (sconfitta per 2-1), sostituendo al 60º minuto Jaime Correa. La squadra riesce però a ribaltare il risultato al ritorno, vincendo per 5-1 e guadagnandosi il passaggio ai quarti di finale. Cacho sigla il goal del momentaneo 2-0 all'inizio del secondo tempo. Nei quarti, contro il Lanús, realizza una doppietta all'andata, nella vittoria esterna per 0-3 che garantisce l'accesso alle semifinali al Pachuca (2-2 il ritorno). La marcia della squadra allenata da Enrique Meza continua in semifinale, dove batte per due volte l'Atlético Paranaense: 0-1 all'andata e 4-1, con goal finale di Cacho dopo essere subentrato a Luis Ángel Landín. Il 30 novembre ed il 16 dicembre si giocano le due finali, che vedono il Pachuca opposto ai cileni del Colo Colo. Cacho è titolare in entrambe, e contribuisce al trionfo dei messicani, che dopo il pareggio interno per 1-1 dell'andata, vincono in trasferta per 1-2 in terra cilena, ottenendo così il secondo trofeo internazionale dopo la Champions' Cup del 2002.
Nelle competizioni nazionali, intanto, scende in campo nell'ultima edizione della Supercoppa messicana, persa contro il Toluca per un risultato complessivo di 2-0, e, dopo un inizio da supplente, a partire dalla sesta giornata dell'Apertura 2006 ritrova la titolarità. Segna un goal e realizza due assist nella partita contro l'Estudiantes, e poi per due volte va a segno in tre partite consecutive: dapprima contro Morelia, San Luis e Tigres, poi contro Jaguares, Toluca e Santos Laguna, per un totale di 20 presenze e 8 goal nel torneo, in cui il Pachuca arriva fino alle semifinali, eliminato dal Toluca. Mantiene il posto da titolare anche nel torneo di Clausura, dove arriva a segnare con grande costanza, realizzando ben 4 doppiette, di cui una, decisiva, nella finale di andata vinta per 1-2 in casa dell'América, a cui segnerà ancora nella finale di ritorno pareggiata per 1-1, regalando così il secondo titolo nazionale al Pachuca in due anni.
Nel frattempo la squadra si fa strada anche nella Champions' Cup, arrivando in finale contro i Chivas dopo aver eliminato Deportivo Marquense e Houston Dynamo. Anche qui Cacho si rivela decisivo, segnando il goal del momentaneo vantaggio nella finale di andata pareggiata in trasferta 2-2. Il ritorno si conclude 0-0; si va così ai rigori, dove il Pachuca conquista l'ennesimo titolo trasformando tutti e 5 i tiri dal dischetto. Avendo vinto la Coppa Sudamericana, inoltre, il Pachuca si gioca la Recopa contro l'Internacional campione della Libertadores. All'andata la squadra tiene testa ai brasiliani, riuscendo a vincere per 2-1 con doppietta di Christian Giménez, cui Cacho serve un assist, ma al ritorno i brasiliani fanno prevalere la loro superiorità tecnica e si impongono per 4-0. A seguito della grande stagione conclusa con il Pachuca, Cacho è anche chiamato in nazionale per la Coppa America, dove il Messico arriva al terzo posto finale.
Dopo una stagione così ricca di successi, il Pachuca vive un momento di flessione, e dopo aver vinto in estate la SuperLiga, in cui Cacho segna un goal in semifinale contro gli Houston Dynamo, in Coppa Sudamericana viene eliminato subito dal Cruz Azul, mentre in campionato –dove Cacho mette a segno comunque 8 goal- non riesce a centrare la qualificazione alla Liguilla, probabilmente distratto verso la fine anche dalla partecipazione al Mondiale per club, in cui è subito eliminato dai tunisini dell'Étoile Sportive du Sahel, che vincono per 1-0.
L'inizio del Clausura 2008 è buono per Cacho, tanto che va a segno nelle prime tre giornate, regalando alla squadra i successi contro Estudiantes e Atlas, ma poi subisce un calo e l'unica altra marcatura del torneo sarà quella nel pareggio esterno contro il Necaxa alla 10ª giornata. Anche in questo caso il Pachuca non si qualifica per la fase finale, ma vive un altro momento di gloria nella Champions’ Cup, vincendo la doppia finale contro il Saprissa dopo aver eliminato Motagua e DC United. Cacho non trova ancora il goal, ma gioca comunque tutte le partite.

#### Pumas
Giunto alla fine di un ciclo con il Pachuca, Cacho decide di cambiare maglia e passa ai Pumas. Nell'Apertura 2008, con la sua nuova squadra gioca 14 partite al fianco del paraguaiano Dante López, segnando 5 goal. Il 31 agosto mette a segno la sua prima tripletta in carriera, segnando tutti i goal della vittoria per 3-0 contro l'Atlas. Inoltre è titolare anche nella Concachampions, che per i Pumas termina ai quarti di finale, battuti dal Cruz Azul. Nel Clausura 2009, tuttavia, torneo trionfale per i Pumas perché si concluderà con la conquista del titolo nazionale proprio contro il Pachuca, Cacho perde il posto da titolare, e a fine campionato saranno solo 9 le partite giocate (2 dal primo minuto), con due marcature.

#### Ritorno al Pachuca
Il giocatore fa così ritorno, in prestito, alla squadra che l'ha consacrato, e immediatamente ritrova goal e posto da titolare. Riesce nuovamente nell'impresa di segnare nelle prime tre giornate del campionato, contro Estudiantes, Gallos Blancos ed Atlante, e a fine campionato i goal segnati saranno 7. La squadra non riesce a qualificarsi per la Liguilla, ma in compenso vive un'altra grande stagione internazionale, andando a vincere di nuovo la Concachampions, dove però giocano più Édgar Benítez e Darío Cvitanich. Il suo unico goal nella competizione arriva nei sedicesimi contro il Deportivo Jalapa. La squadra si aggiudica la coppa in maniera rocambolesca contro il Cruz Azul, grazie a un goal di Edgar Benítez all'ultimo istante della partita di ritorno, dopo che all'andata la Máquina si era imposta per 2-1.
Nel torneo di Clausura al contrario Cacho trova poco spazio, e dopo 4 giornate (con un solo goal all'attivo su rigore contro l'Atlante) perde il posto, anche a causa di una fastidiosa pubalgia, giocando solo alcune partite da subentrato. A fine torneo, scaduto il prestito, fa ritorno ai Pumas.

#### Nuovamente coi Pumas
La nuova avventura con i Pumas comincia con la partecipazione a luglio del 2010 alla SuperLiga nordamericana, in cui Cacho gioca da titolare le tre partite del girone contro New England Revolution, Morelia e Chicago Fire, senza però andare in goal. In campionato, tuttavia, i titolari sono Dante López e Palencia, e delle 18 partite giocate da Cacho, solo in 4 scende in campo dal primo minuto, riuscendo comunque a segnare una doppietta al Puebla, chiudendo il torneo con 5 reti. Nel Clausura 2011 le cose iniziano molto meglio, tanto che dopo 4 giornate ha già messo a segno 5 reti, tra cui una doppietta nel 3-3 esterno al Cruz Azul, ma un infortunio lo tiene fuori per le successive 5 giornate, e quando rientra collezionerà solo altre due marcature, nel torneo che i Pumas vincono battendo il Morelia nella doppia finale.
Anche l'Apertura si apre bene per Cacho, con il goal al San Luis dopo soli 9 minuti di gioco, ma un nuovo infortunio muscolare alla coscia occorsogli al 30º minuto di quella stessa partita lo ferma per due mesi permettendogli di rientrare solo verso la fine del torneo, che chiude con 6 presenze ed un goal. Nel Clausura va a segno alla seconda giornata contro il Morelia servito da Martín Bravo, e successivamente ricambia il favore al compagno permettendogli di segnare il 2-0 (3-0 il risultato finale). Va di nuovo in rete alla giornata successiva, portando in vantaggio la sua squadra contro il Monterrey (finale 1-1) liberandosi della marcatura di Hiram Mier e concludendo in rete nell'angolino destro dal limite dell'area, poi con la crisi della squadra anche le sue prestazioni vanno scemando. Alla settima giornata con una giocata personale sulla fascia riesce a mettere al centro il cross sul quale Eduardo Herrera con un colpo di testa porta in vantaggio i Pumas sul Cruz Azul, ma la squadra si fa poi recuperare. All'8ª è nuovamente lui a portare in vantaggio la squadra con un colpo di testa, ma anche stavolta gli avversari (i Gallos Blancos) riescono poi a pareggiare. Segna su rigore il goal dell'1-1 contro l'América all'11ª, ma poi i padroni di casa vincono per 2-1.

### Nazionale
Riceve la prima convocazione in nazionale dal CT Hugo Sánchez ai tempi del Pachuca, in vista dell'amichevole contro il Venezuela, in cui fa il suo esordio con la maglia del Tri il 28 febbraio 2007, entrando all'intervallo al posto di Fernando Arce. Viene selezionato per far parte della rosa per la Coppa America del 2007 in Venezuela, che vive da titolare al fianco di Nery Castillo, benché non trovi il goal e sia sempre sostituito. Il Messico batte 0-2 il Brasile e 2-1 l'Ecuador, poi vince il suo girone andando a pareggiare 0-0 contro il Cile, dove Cacho è tenuto a riposo. Nei quarti travolge 6-0 il Paraguay, prima di essere fermato in semifinale dall'Argentina, che vince per 3-0. Il Messico si classificherà poi al terzo posto nella competizione, battendo per 3-1 l'Uruguay.
Il primo goal in nazionale Cacho lo trova nell'amichevole contro il Brasile giocata il 12 settembre 2007 e persa dai messicani per 1-3, e nella partita successiva, amichevole contro la Nigeria il 14 ottobre pareggiata per 2-2, realizza addirittura una doppietta. Resteranno i suoi ultimi goal in nazionale. Gioca altre due amichevoli l'anno successivo, contro Cina e Stati Uniti e l'incontro valido per le qualificazioni al Mondiale in Sudafrica del 2010, giocato il 9 settembre 2009 contro l'Honduras, in cui sostituisce al 71º minuto Miguel Sabah, prima dell'amichevole contro la Colombia del 30 settembre, in quella che resta la sua ultima apparizione con la camiseta tricolor.

## Statistiche

### Presenze e reti nei club
Aggiornato al 28 gennaio 2012.
| Stagione  | Squadra   | Campionato | Campionato | Campionato | Coppe nazionali | Coppe nazionali | Coppe nazionali | Coppe continentali | Coppe continentali | Coppe continentali | Totale | Totale |
| Stagione  | Squadra   | Comp       | Pres       | Reti       | Comp            | Pres            | Reti            | Comp               | Pres               | Reti               | Pres   | Reti   |
| --------- | --------- | ---------- | ---------- | ---------- | --------------- | --------------- | --------------- | ------------------ | ------------------ | ------------------ | ------ | ------ |
| 2000-2001 | Cruz Azul | PD         | 1          | 0          | -               | -               | -               | -                  | -                  | -                  | 1      | 0      |
| 2001-2002 | Cruz Azul | PD         | 5          | 1          | -               | -               | -               | -                  | -                  | -                  | 5      | 1      |
| 2002-2003 | Cruz Azul | PD         | 31         | 16         | -               | -               | -               | -                  | -                  | -                  | 31     | 16     |
| 2003-2004 | Cruz Azul | PD         | 31         | 5          | -               | -               | -               | -                  | -                  | -                  | 31     | 5      |
| 2004-2005 | Pachuca   | PD+LA      | 28+9       | 11+3       | -               | -               | -               | -                  | -                  | -                  | 37     | 14     |
| 2005-2006 | Pachuca   | PD         | 38         | 7          | IL              | 1               | 0               | -                  | -                  | -                  | 39     | 7      |
| 2006-2007 | Pachuca   | PD         | 41         | 19         | CdC             | 2               | 0               | CCC+CS+RS          | 5+8+2              | 1+4+0              | 58     | 24     |
| 2007-2008 | Pachuca   | PD         | 34         | 12         | -               | -               | -               | CCC+SL+CS+CWC      | 5+2+2+1            | 0+1+0+0            | 44     | 13     |
| 2008-2009 | Pumas     | PD         | 27         | 7          | -               | -               | -               | CCL                | 6                  | 1                  | 33     | 8      |
| 2009-2010 | Pachuca   | PD         | 25         | 8          | -               | -               | -               | CCL                | 6                  | 1                  | 31     | 9      |
| 2010-2011 | Pumas     | PD         | 36         | 12         | -               | -               | -               | SL                 | 3                  | 0                  | 39     | 12     |
| 2011-2012 | Pumas     | PD         | 9          | 3          | -               | -               | -               | CCL                | 2                  | 1                  | 11     | 4      |
| Totale    | Totale    | Totale     | 315        | 104        |                 | 3               | 0               |                    | 42                 | 9                  | 360    | 113    |

### Cronologia presenze in nazionale
| Cronologia completa delle presenze e delle reti in nazionale ― Messico | Cronologia completa delle presenze e delle reti in nazionale ― Messico | Cronologia completa delle presenze e delle reti in nazionale ― Messico | Cronologia completa delle presenze e delle reti in nazionale ― Messico | Cronologia completa delle presenze e delle reti in nazionale ― Messico | Cronologia completa delle presenze e delle reti in nazionale ― Messico | Cronologia completa delle presenze e delle reti in nazionale ― Messico | Cronologia completa delle presenze e delle reti in nazionale ― Messico |
| Data                                                                   | Città                                                                  | In casa                                                                | Risultato                                                              | Ospiti                                                                 | Competizione                                                           | Reti                                                                   | Note                                                                   |
| ---------------------------------------------------------------------- | ---------------------------------------------------------------------- | ---------------------------------------------------------------------- | ---------------------------------------------------------------------- | ---------------------------------------------------------------------- | ---------------------------------------------------------------------- | ---------------------------------------------------------------------- | ---------------------------------------------------------------------- |
| 28-2-2007                                                              | San Diego                                                              | Messico                                                                | 3 – 1                                                                  | Venezuela                                                              | Amichevole                                                             | -                                                                      |                                                                        |
| 27-6-2007                                                              | Puerto Ordaz                                                           | Brasile                                                                | 0 – 2                                                                  | Messico                                                                | Coppa America 2007 - 1º turno                                          | -                                                                      |                                                                        |
| 1-7-2007                                                               | Maturín                                                                | Messico                                                                | 2 – 1                                                                  | Ecuador                                                                | Coppa America 2007 - 1º turno                                          | -                                                                      |                                                                        |
| 8-7-2007                                                               | Maturín                                                                | Messico                                                                | 6 – 0                                                                  | Paraguay                                                               | Coppa America 2007 - Quarti di finale                                  | -                                                                      |                                                                        |
| 11-7-2007                                                              | Puerto Ordaz                                                           | Messico                                                                | 0 – 3                                                                  | Argentina                                                              | Coppa America 2007 - Semifinale                                        | -                                                                      |                                                                        |
| 12-7-2007                                                              | Foxborough                                                             | Messico                                                                | 1 – 3                                                                  | Brasile                                                                | Amichevole                                                             | 1                                                                      |                                                                        |
| 14-10-2007                                                             | Ciudad Juárez                                                          | Messico                                                                | 2 – 2                                                                  | Nigeria                                                                | Amichevole                                                             | 2                                                                      |                                                                        |
| 6-2-2008                                                               | Houston                                                                | Stati Uniti                                                            | 2 – 2                                                                  | Messico                                                                | Amichevole                                                             | -                                                                      |                                                                        |
| 16-4-2008                                                              | Seattle                                                                | Messico                                                                | 1 – 0                                                                  | Cile                                                                   | Amichevole                                                             | -                                                                      |                                                                        |
| 9-9-2009                                                               | Città del Messico                                                      | Messico                                                                | 1 – 0                                                                  | Honduras                                                               | Qual. Mondiali 2010                                                    | -                                                                      |                                                                        |
| 30-9-2009                                                              | Dallas                                                                 | Messico                                                                | 1 – 2                                                                  | Colombia                                                               | Amichevole                                                             | -                                                                      |                                                                        |
| Totale                                                                 |                                                                        | Presenze                                                               | 11                                                                     |                                                                        | Reti                                                                   | 3                                                                      |                                                                        |

## Palmarès

### Giocatore

#### Competizioni nazionali
- Campionato messicano di calcio: 4

Pachuca: Clausura 2006, Clausura 2007
Pumas UNAM: Clausura 2009, Clausura 2010

#### Competizioni internazionali
- Coppa Sudamericana: 1

Pachuca: 2006
- CONCACAF Champions' Cup: 3

Pachuca: 2007, 2008, 2009-2010
- SuperLiga nordamericana: 1

Pachuca: 2007